# Rally di Catalogna 2017
Il Rally di Catalogna 2017, ufficialmente denominato 53º Rally RACC Catalunya - Costa Daurada, è stata l'undicesima prova del campionato del mondo rally 2017 nonché la cinquantatreesima edizione del Rally di Catalogna e la venticinquesima con valenza mondiale. La manifestazione si è svolta dal 6 all'8 ottobre sugli asfalti che attraversano le colline della Costa Daurada in Catalogna, provincia situata nel nord-est della Spagna.
L'evento è stato vinto dal britannico Kris Meeke navigato dall'irlandese Paul Nagle, al volante di una Citroën C3 WRC della squadra ufficiale Citroën Total Abu Dhabi WRT, davanti all'equipaggio francese composto da Sébastien Ogier e Julien Ingrassia su Ford Fiesta WRC della scuderia M-Sport World Rally Team e alla coppia estone formata da Ott Tänak e Martin Järveoja, anch'essi su una Fiesta WRC del team M-Sport.

## Risultati

### Classifica
| Pos.       | Nº       | Pilota                   | Co-pilota            | Auto                  | Squadra                     | Classe      | Tempo     | Distacco | Punti    |     |
| Generale   | Generale | Generale                 | Generale             | Generale              | Generale                    | Generale    | Generale  | Generale | Generale |     |
| ---------- | -------- | ------------------------ | -------------------- | --------------------- | --------------------------- | ----------- | --------- | -------- | -------- | --- |
| 1.         | 7        | Kris Meeke               | Paul Nagle           | Citroën C3 WRC        | Citroën Total Abu Dhabi WRT | WRC         | 3h01'21"1 |          | 29       |     |
| 2.         | 1        | Sébastien Ogier          | Julien Ingrassia     | Ford Fiesta WRC       | M-Sport World Rally Team    | WRC         | 3h01'49"1 | +28"0    | 21       |     |
| 3.         | 2        | Ott Tänak                | Martin Järveoja      | Ford Fiesta WRC       | M-Sport World Rally Team    | WRC         | 3h01'54"1 | +33"0    | 17       |     |
| 4.         | 11       | Juho Hänninen            | Kaj Lindström        | Toyota Yaris WRC      | Toyota Gazoo Racing WRT     | WRC         | 3h02'15"2 | +54"1    | 13       |     |
| 5.         | 14       | Mads Østberg             | Torstein Eriksen     | Ford Fiesta WRC       | M-Sport World Rally Team    | WRC         | 3h03'47"3 | +2'26"2  | 10       |     |
| 6.         | 8        | Stéphane Lefebvre        | Gabin Moreau         | Citroën C3 WRC        | Citroën Total Abu Dhabi WRT | WRC         | 3h04'04"1 | +2'43"0  | 8        |     |
| 7.         | 3        | Elfyn Evans              | Daniel Barritt       | Ford Fiesta WRC       | M-Sport World Rally Team    | WRC         | 3h05'58"5 | +4'37"4  | 6        |     |
| 8.         | 32       | Teemu Suninen            | Mikko Markkula       | Ford Fiesta R5        | M-Sport World Rally Team    | RC2 / WRC-2 | 3h09'43"8 | +8'22"7  | 4        |     |
| 9.         | 31       | Jan Kopecký              | Pavel Dresler        | Škoda Fabia R5        | Škoda Motorsport II         | RC2 / WRC-2 | 3h10'15"6 | +8'54"5  | 2        |     |
| 10.        | 83       | Ole Christian Veiby      | Stig Rune Skjærmoen  | Škoda Fabia R5        | Printsport                  | RC2         | 3h10'25"9 | +9'04"8  | 1        |     |
| ...        | ...      | ...                      | ...                  | ...                   | ...                         | ...         | ...       | ...      | ...      | ... |
| 15.        | 6        | Dani Sordo               | Marc Martí           | Hyundai i20 Coupe WRC | Hyundai Motorsport          | WRC         | 3h15'40"4 | +14'19"3 | 5        |     |
| WRC-Trophy |          |                          |                      |                       |                             |             |           |          |          |     |
| 1. (24.)   | 20       | Valeriy Gorban           | Sergei Larens        | Mini JCW WRC          | Eurolamp WRT                | WRC-T       | 3h24'57"3 |          | 25       |     |
| 2. (25.)   | 21       | Jean-Michel Raoux        | Laurent Magat        | Citroën DS3 WRC       | -                           | WRC-T       | 3h25'15"9 | +18"6    | 18       |     |
| 3. (33.)   | 22       | Jourdan Serderidis       | Frédéric Miclotte    | Citroën DS3 WRC       | -                           | WRC-T       | 3h34'25"1 | +9'27"8  | 15       |     |
| WRC-2      |          |                          |                      |                       |                             |             |           |          |          |     |
| 1. (8.)    | 32       | Teemu Suninen            | Mikko Markkula       | Ford Fiesta R5        | M-Sport World Rally Team    | RC2 / WRC-2 | 3h09'43"8 |          | 25       |     |
| 2. (9.)    | 31       | Jan Kopecký              | Pavel Dresler        | Škoda Fabia R5        | Škoda Motorsport II         | RC2 / WRC-2 | 3h10'15"6 | +31"8    | 18       |     |
| 3. (12.)   | 34       | Benito Guerra            | Daniel Cué           | Škoda Fabia R5        | Motorsport Italia           | RC2 / WRC-2 | 3h14'22"7 | +4'38"9  | 15       |     |
| 4. (13.)   | 42       | Juuso Nordgren           | Tapio Suominen       | Škoda Fabia R5        | Škoda Motorsport II         | RC2 / WRC-2 | 3h14'59"5 | +5'15"7  | 12       |     |
| 5. (14.)   | 33       | Simone Tempestini        | Giovanni Bernacchini | Citroën DS3 R5        | Gekon Racing                | RC2 / WRC-2 | 3h15'01"6 | +5'17"8  | 10       |     |
| 6. (19.)   | 37       | Łukasz Pieniążek         | Przemysław Mazur     | Peugeot 208 T16       | TRT Peugeot WRT             | RC2 / WRC-2 | 3h17'17"6 | +7'33"8  | 8        |     |
| 7. (20.)   | 44       | Cristian García Martínez | Pablo Marcos Secades | Ford Fiesta R5        | Juan Carlos Alonso          | RC2 / WRC-2 | 3h17'57"3 | +8'13"5  | 6        |     |
| 8. (21.)   | 45       | Orhan Avcioğlu           | Burçín Korkmaz       | Škoda Fabia R5        | Toksport WRT                | RC2 / WRC-2 | 3h19'46"9 | +10'03"1 | 4        |     |
| 9. (23.)   | 43       | Jon Armstrong            | Noel O'Sullivan      | Ford Fiesta R5        | Drive DMACK                 | RC2 / WRC-2 | 3h23'29"4 | +13'45"6 | 2        |     |
| 10. (26.)  | 39       | Yoann Bonato             | Benjamin Boulloud    | Citroën DS3 R5        | -                           | RC2 / WRC-2 | 3h26'02"0 | +16'18"2 | 1        |     |
| WRC-3      |          |                          |                      |                       |                             |             |           |          |          |     |
| 1. (28.)   | 62       | Nil Solans               | Miquel Ibáñez Sotos  | Ford Fiesta R2T       | -                           | RC4 / WRC-3 | 3h29'02"3 |          | 25       |     |
| 2. (29.)   | 61       | Raphaël Astier           | Frédéric Vauclare    | Peugeot 208 R2        | -                           | RC4 / WRC-3 | 3h29'36"1 | +33"8    | 18       |     |
| 3. (30.)   | 65       | Terry Folb               | Christopher Guieu    | Ford Fiesta R2T       | -                           | RC4 / WRC-3 | 3h30'35"4 | +1'33"1  | 15       |     |
| 4. (32.)   | 64       | Julius Tannert           | Jürgen Heigl         | Ford Fiesta R2T       | ADAC Sachsen                | RC4 / WRC-3 | 3h33'48"5 | +4'46"2  | 12       |     |
| 5. (38.)   | 66       | Denis Rådström           | Johan Johansson      | Ford Fiesta R2T       | -                           | RC4 / WRC-3 | 3h48'00"9 | +18'58"6 | 10       |     |
| 6. (39.)   | 63       | Nicolas Ciamin           | Thibault de la Haye  | Ford Fiesta R2T       | -                           | RC4 / WRC-3 | 3h49'27"6 | +20'25"3 | 8        |     |
| Junior WRC |          |                          |                      |                       |                             |             |           |          |          |     |
| 1. (28.)   | 62       | Nil Solans               | Miquel Ibáñez Sotos  | Ford Fiesta R2T       | -                           | RC4 / JWRC  | 3h29'02"3 |          | 35       |     |
| 2. (30.)   | 65       | Terry Folb               | Christopher Guieu    | Ford Fiesta R2T       | -                           | RC4 / JWRC  | 3h30'35"4 | +1'33"1  | 19       |     |
| 3. (32.)   | 64       | Julius Tannert           | Jürgen Heigl         | Ford Fiesta R2T       | ADAC Sachsen                | RC4 / JWRC  | 3h33'48"5 | +4'46"2  | 15       |     |
| 4. (38.)   | 66       | Denis Rådström           | Johan Johansson      | Ford Fiesta R2T       | -                           | RC4 / JWRC  | 3h48'00"9 | +18'58"6 | 13       |     |
| 5. (39.)   | 63       | Nicolas Ciamin           | Thibault de la Haye  | Ford Fiesta R2T       | -                           | RC4 / JWRC  | 3h49'27"6 | +20'25"3 | 17       |     |

| Principali ritiri | Principali ritiri | Principali ritiri  | Principali ritiri | Principali ritiri     | Principali ritiri       | Principali ritiri | Principali ritiri | Principali ritiri |
| PS                | Nº                | Pilota             | Co-pilota         | Auto                  | Squadra                 | Classe            | Causa             | Pos.              |
| ----------------- | ----------------- | ------------------ | ----------------- | --------------------- | ----------------------- | ----------------- | ----------------- | ----------------- |
| PS 6              | 10                | Jari-Matti Latvala | Miikka Anttila    | Toyota Yaris WRC      | Toyota Gazoo Racing WRT | WRC               | Perdita d'olio    | 7º                |
| PS 15             | 12                | Esapekka Lappi     | Janne Ferm        | Toyota Yaris WRC      | Toyota Gazoo Racing WRT | WRC               | Incidente         | 6º                |
| PS 17             | 5                 | Thierry Neuville   | Nicolas Gilsoul   | Hyundai i20 Coupe WRC | Hyundai Motorsport      | WRC               | Ruota persa       | 6º                |

Legenda
| Icona | Classe                                                                               |
| ----- | ------------------------------------------------------------------------------------ |
| WRC   | Equipaggio di classe WRC che può conquistare punti per il campionato costruttori     |
| WRC   | Equipaggio di classe WRC che non può conquistare punti per il campionato costruttori |
| WRC-T | Equipaggio di classe WRC (ante 2017) registrato al campionato WRC Trophy             |
| WRC-2 | Equipaggio registrato al campionato WRC-2                                            |
| WRC-3 | Equipaggio registrato al campionato WRC-3                                            |
| JWRC  | Equipaggio registrato al campionato Junior WRC                                       |
|       | Ulteriori classificazioni                                                            |

### Prove speciali

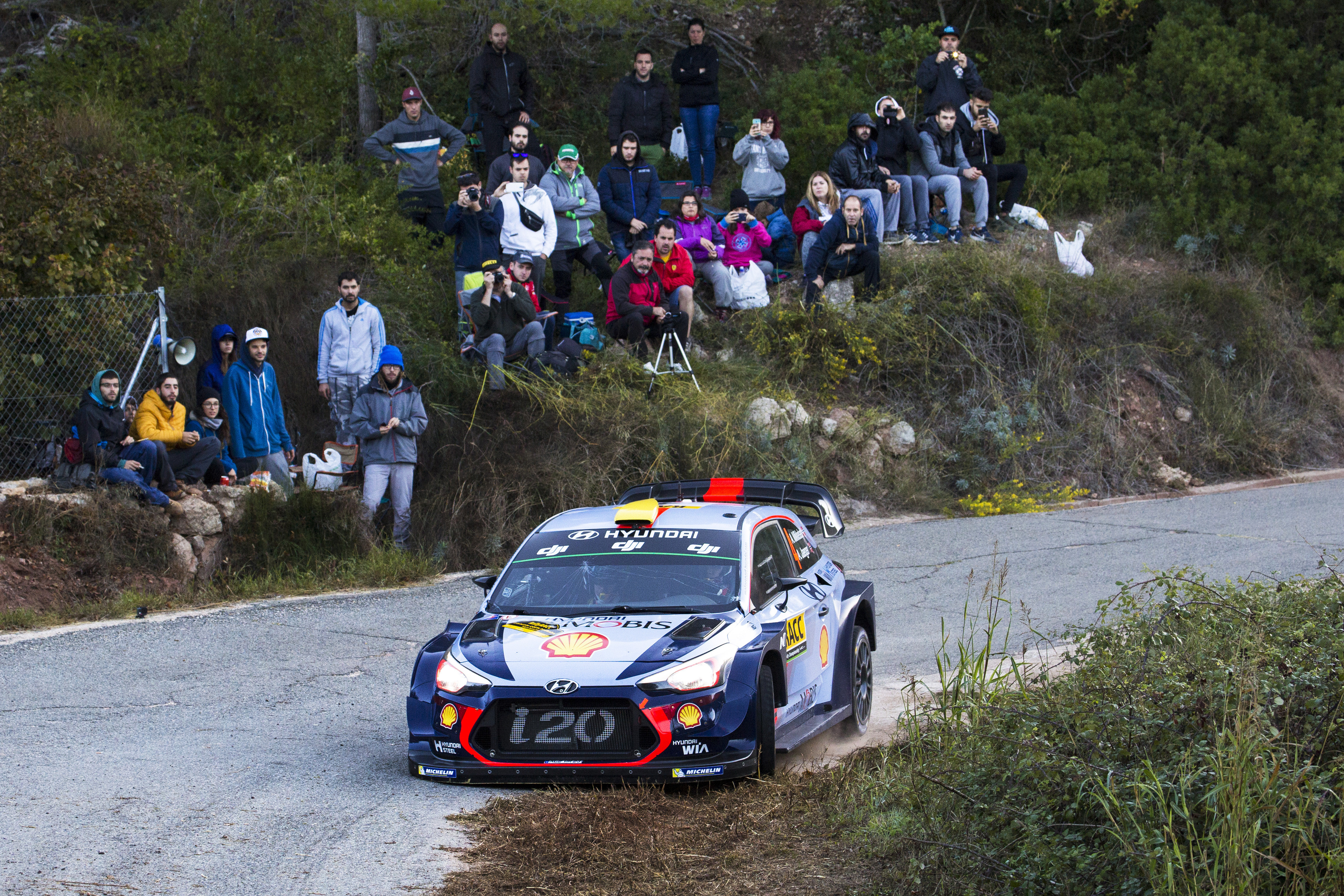
Andreas Mikkelsen e Anders Jæger in azione durante una prova speciale della giornata finale

| Frazione                              | Prova | Ora   | Nome                            | Lunghezza | Vincitori                         | Tempo   | Leader del rally               |
| ------------------------------------- | ----- | ----- | ------------------------------- | --------- | --------------------------------- | ------- | ------------------------------ |
| Frazione 1 (6 Ott) (sterrato/asfalto) | PS1   | 09:53 | Caseres 1 (sterrato)            | 12,50 km  | Ott Tänak Martin Järveoja         | 8'07"8  | Ott Tänak Martin Järveoja      |
| Frazione 1 (6 Ott) (sterrato/asfalto) | PS2   | 10:21 | Bot 1 (sterrato)                | 6,50 km   | Kris Meeke Paul Nagle             | 4'04"5  | Ott Tänak Martin Järveoja      |
| Frazione 1 (6 Ott) (sterrato/asfalto) | PS3   | 10:56 | Terra Alta 1 (sterrato/asfalto) | 38,95 km  | Andreas Mikkelsen Anders Jæger    | 24'55"0 | Andreas Mikkelsen Anders Jæger |
| Frazione 1 (6 Ott) (sterrato/asfalto) | PS4   | 15:19 | Caseres 2 (sterrato)            | 12,50 km  | Jari-Matti Latvala Miikka Anttila | 7'08"1  | Mads Østberg Torstein Eriksen  |
| Frazione 1 (6 Ott) (sterrato/asfalto) | PS5   | 15:47 | Bot 2 (sterrato)                | 6,50 km   | Kris Meeke Paul Nagle             | 3'57"7  | Andreas Mikkelsen Anders Jæger |
| Frazione 1 (6 Ott) (sterrato/asfalto) | PS6   | 16:22 | Terra Alta 2 (sterrato/asfalto) | 38,95 km  | Sébastien Ogier Julien Ingrassia  | 24'18"9 | Andreas Mikkelsen Anders Jæger |
| Frazione 2 (7 Ott) (asfalto)          | PS7   | 08:00 | El Montmell 1                   | 24,40 km  | Kris Meeke Paul Nagle             | 12'22"0 | Kris Meeke Paul Nagle          |
| Frazione 2 (7 Ott) (asfalto)          | PS8   | 09:07 | El Pont d'Armentera 1           | 21,29 km  | Juho Hänninen Kaj Lindström       | 10'54"6 | Kris Meeke Paul Nagle          |
| Frazione 2 (7 Ott) (asfalto)          | PS9   | 09:54 | Savallà 1                       | 14,12 km  | Juho Hänninen Kaj Lindström       | 7'25"3  | Kris Meeke Paul Nagle          |
| Frazione 2 (7 Ott) (asfalto)          | PS10  | 13:08 | El Montmell 2                   | 24,40 km  | Thierry Neuville Nicolas Gilsoul  | 12'25"3 | Kris Meeke Paul Nagle          |
| Frazione 2 (7 Ott) (asfalto)          | PS11  | 14:15 | El Pont d'Armentera 2           | 21,29 km  | Sébastien Ogier Julien Ingrassia  | 10'59"6 | Kris Meeke Paul Nagle          |
| Frazione 2 (7 Ott) (asfalto)          | PS12  | 15:02 | Savallà 2                       | 14,12 km  | Sébastien Ogier Julien Ingrassia  | 7'30"0  | Kris Meeke Paul Nagle          |
| Frazione 2 (7 Ott) (asfalto)          | PS13  | 17:00 | Salou                           | 2,24 km   | Sébastien Ogier Julien Ingrassia  | 2'33"8  | Kris Meeke Paul Nagle          |
| Frazione 3 (8 Ott) (asfalto)          | PS14  | 07:00 | L'Albiol 1                      | 6,28 km   | Kris Meeke Paul Nagle             | 4'00"9  | Kris Meeke Paul Nagle          |
| Frazione 3 (8 Ott) (asfalto)          | PS15  | 07:38 | Riudecanyes 1                   | 16,35 km  | Kris Meeke Paul Nagle             | 10'20"2 | Kris Meeke Paul Nagle          |
| Frazione 3 (8 Ott) (asfalto)          | PS16  | 08:38 | Santa Marina 1                  | 14,50 km  | Kris Meeke Paul Nagle             | 8'09"5  | Kris Meeke Paul Nagle          |
| Frazione 3 (8 Ott) (asfalto)          | PS17  | 10:14 | L'Albiol 2                      | 6,28 km   | Kris Meeke Paul Nagle             | 3'58"6  | Kris Meeke Paul Nagle          |
| Frazione 3 (8 Ott) (asfalto)          | PS18  | 10:53 | Riudecanyes 2                   | 16,35 km  | Kris Meeke Paul Nagle             | 10'19"5 | Kris Meeke Paul Nagle          |
| Frazione 3 (8 Ott) (asfalto)          | PS19  | 12:18 | Santa Marina 2 (power stage)    | 14,50 km  | Dani Sordo Marc Martí             | 8'07"8  | Kris Meeke Paul Nagle          |

### Power stage
PS19: Santa Marina 2 di 14,50 km, disputatasi domenica 8 ottobre 2017 alle ore 12:18 (UTC+2).
| Pos. | No. | Pilota          | Co-pilota        | Auto                  | Classe | Tempo  | Distacco | Punti |
| ---- | --- | --------------- | ---------------- | --------------------- | ------ | ------ | -------- | ----- |
| 1    | 6   | Dani Sordo      | Marc Martí       | Hyundai i20 Coupe WRC | WRC    | 8'07"8 |          | 5     |
| 2    | 7   | Kris Meeke      | Paul Nagle       | Citroën C3 WRC        | WRC    | 8'11"3 | +3"5     | 4     |
| 3    | 1   | Sébastien Ogier | Julien Ingrassia | Ford Fiesta WRC       | WRC    | 8'12"0 | +4"2     | 3     |
| 4    | 2   | Ott Tänak       | Martin Järveoja  | Ford Fiesta WRC       | WRC    | 8'12"6 | +4"8     | 2     |
| 5    | 11  | Juho Hänninen   | Kaj Lindström    | Toyota Yaris WRC      | WRC    | 8'14"6 | +6"8     | 1     |

## Classifiche mondiali
Classifica piloti
| Pos. | Pos. | Pilota              | Punti |
| ---- | ---- | ------------------- | ----- |
| 1    |      | Sébastien Ogier     | 198   |
| 2    | 1    | Ott Tänak           | 161   |
| 3    | 1    | Thierry Neuville    | 160   |
| 4    |      | Jari-Matti Latvala  | 123   |
| 5    |      | Dani Sordo          | 94    |
| 6    |      | Elfyn Evans         | 93    |
| 7    | 1    | Juho Hänninen       | 71    |
| 8    | 1    | Craig Breen         | 64    |
| 9    | 3    | Kris Meeke          | 60    |
| 10   | 1    | Hayden Paddon       | 55    |
| 11   | 1    | Esapekka Lappi      | 49    |
| 12   | 1    | Andreas Mikkelsen   | 39    |
| 13   | 1    | Stéphane Lefebvre   | 30    |
| 14   | 1    | Teemu Suninen       | 29    |
| 15   |      | Mads Østberg        | 29    |
| 16   |      | Jan Kopecký         | 7     |
| 17   |      | Pontus Tidemand     | 4     |
| 18   |      | Eric Camilli        | 3     |
| 19   |      | Stéphane Sarrazin   | 2     |
| 19   |      | Armin Kremer        | 2     |
| 21   | N    | Ole Christian Veiby | 1     |
| 22   | 1    | Yohan Rossel        | 1     |
| 23   | 1    | Bryan Bouffier      | 1     |

Classifica co-piloti
| Pos. | Pos. | Co-pilota              | Punti |
| ---- | ---- | ---------------------- | ----- |
| 1    |      | Julien Ingrassia       | 198   |
| 2    | 1    | Martin Järveoja        | 161   |
| 3    | 1    | Nicolas Gilsoul        | 160   |
| 4    |      | Miikka Anttila         | 123   |
| 5    |      | Marc Martí             | 94    |
| 6    |      | Daniel Barritt         | 93    |
| 7    | 1    | Kaj Lindström          | 71    |
| 8    | 1    | Scott Martin           | 64    |
| 9    | 3    | Paul Nagle             | 60    |
| 10   | 1    | Janne Ferm             | 49    |
| 11   | 1    | Anders Jæger           | 39    |
| 12   | 1    | John Kennard           | 33    |
| 13   | 2    | Gabin Moreau           | 30    |
| 14   | 1    | Mikko Markkula         | 29    |
| 15   | 1    | Sebastian Marshall     | 22    |
| 16   |      | Ola Fløene             | 18    |
| 17   | 6    | Torstein Eriksen       | 11    |
| 18   | 1    | Pavel Dresler          | 7     |
| 19   | 1    | Jonas Andersson        | 4     |
| 20   | 1    | Benjamin Veillas       | 3     |
| 21   | 1    | Jacques Julien Renucci | 2     |
| 21   | 1    | Pirmin Winklhofer      | 2     |
| 23   | N    | Stig Rune Skjærmoen    | 1     |
| 24   | 2    | Benoît Fulcrand        | 1     |
| 25   | 2    | Denis Giraudet         | 1     |

Classifica costruttori WRC
| Pos. | Pos. | Squadra                     | Punti |
| ---- | ---- | --------------------------- | ----- |
| 1    |      | M-Sport World Rally Team    | 358   |
| 2    |      | Hyundai Motorsport          | 275   |
| 3    |      | Toyota Gazoo Racing WRC     | 225   |
| 4    |      | Citroën Total Abu Dhabi WRT | 198   |